# Sören-Eyke Urbansky
Sören-Eyke Urbansky (* 29. März 2000 in Backnang) ist ein deutscher Basketballspieler.

## Laufbahn
Der in Oberweissach aufgewachsene Urbansky betrieb beim Verein TSG Backnang 1919 Schwimmsport und ab 2014 Basketball. Er wechselte in die Jugendabteilung der BSG Ludwigsburg und im 2016 zu den Crailsheim Merlins. Für die Hohenloher bestritt er im Spieljahr 2017/18, in dem Crailsheim den Aufstieg von der 2. Bundesliga ProA in die Basketball-Bundesliga schaffte, einen Kurzeinsatz in der Profimannschaft. Hauptsächlich spielte er in Crailsheims zweiter Herrenmannschaft in der Regionalliga sowie in der U19-Mannschaft in der Nachwuchs-Basketball-Bundesliga. Im Oktober 2018 wurde der Innenspieler erstmals in einer Partie der Basketball-Bundesliga eingesetzt und erzielte bei seinem Einstand zwei Zähler gegen Jena.
Im Frühling 2021 schloss er sich dem Regionalligisten SV Fellbach an, um diesen in den Aufstiegsspielen zur 2. Bundesliga ProB zu verstärken. In der Sommerpause 2021 wurde er vom Drittligisten BG Bitterfeld-Sandersdorf-Wolfen 06 verpflichtet. Er verließ die Mannschaft 2022 wieder und schloss sich in der Sommerpause 2022 den White Wings Hanau (ebenfalls 2. Bundesliga ProB) an. Mit den Hessen wurde er in der Saison 2022/23 Hauptrundenzweiter der 2. Bundesliga ProB. Die Hanauer Mannschaft stellte Anfang März 2023 einen Insolvenzantrag und musste zwangsabsteigen. Urbansky erzielte im Verlauf des Spieljahres 2022/23 im Mittel 9,3 Punkte und 5,1 Rebounds je Begegnung.
Im Sommer 2023 unterschrieb er einen Zwei-Jahres-Vertrag beim Zweitligaabsteiger Bayer Giants Leverkusen und blieb somit in der 2. Bundesliga ProB. Aufgrund der schweren Verletzung des etatmäßigen Leverkusener Centers Dennis Heinzmann im Vorfeld der Saison rückte Urbansky in die erste Fünf der Mannschaft. In seinem ersten Spiel im Bayer-Dress gegen den SSV Lokomotive Bernau (93:86) überragte er mit 23 Zählern und 11 Rebounds. In der Folge sanken seine statistischen Werte. Er konnte nicht an seine starken Leistungen zu Saisonbeginn anknüpfen und erzielte bis zum Ende der Hauptrunde durchschnittlich 7,3 Punkte pro Begegnung. Im Playoff-Viertelfinale scheiterte Leverkusen mit 0:2 an den Berlin Braves 2000. In der Aufstiegsendrunde gehörte der Brettspieler zu den positiven Erscheinungen der Rheinländer (8,5 Zähler pro Partie).
In der Saison 2024/25 war Urbansky Ersatzspieler hinter Heinzmann. Mit den Farbenstädtern verlor er lediglich eine von insgesamt 26 Begegnungen in der Hauptrunde. Zwar sanken seine Spielanteile, doch aufgrund seiner Verlässlichkeit wurde er ein wichtiger Faktor im Leverkusener Spiel und in allen Partien eingesetzt. Mit Leverkusen wurde er 2025 Meister der 2. Bundesliga ProB. Sein Vertrag mit Leverkusen verlängerte sich durch den Aufstieg bis 2026.

## Statistiken
| Mannschaft                     | Saison  | Spiele                      | Punkte                      | Rebounds                    | Assists                     | Blocks                      | Spielminuten                | Effektivität                |
| ------------------------------ | ------- | --------------------------- | --------------------------- | --------------------------- | --------------------------- | --------------------------- | --------------------------- | --------------------------- |
| Crailsheim Merlins (ProA)      | 2017/18 | 1                           | 0,0                         | 0,0                         | 0,0                         | 0,0                         | 0:21 Min.                   | 0,0                         |
| Crailsheim Merlins (NBBL)      | 2018/19 | 24                          | 12,7                        | 7,5                         | 1,4                         | 0,6                         | 30:10 Min.                  | 15,0                        |
| Crailsheim Merlins (BBL)       | 2019/20 | 2                           | 0,0                         | 0,0                         | 0,0                         | 0,0                         | 01:20 Min.                  | 0,0                         |
| SV Fellbach Flashers (1. RLSW) | 2020/21 | Keine Statistiken verfügbar | Keine Statistiken verfügbar | Keine Statistiken verfügbar | Keine Statistiken verfügbar | Keine Statistiken verfügbar | Keine Statistiken verfügbar | Keine Statistiken verfügbar |
| BSW Sixers (ProB)              | 2021/22 | 25                          | 3,8                         | 2,4                         | 0,6                         | 0,0                         | 13:32 Min.                  | 4,6                         |
| White Wings Hanau (ProB)       | 2022/23 | 19                          | 9,3                         | 5,1                         | 0,5                         | 0,2                         | 18:46 Min.                  | 10,1                        |
| Bayer Giants Leverkusen (ProB) | 2023/24 | 30                          | 7,5                         | 4,2                         | 0,6                         | 0,3                         | 17:33 Min.                  | 8,7                         |
| Bayer Giants Leverkusen (ProB) | 2024/25 | 34                          | 6,1                         | 3,1                         | 0,4                         | 0,1                         | 14:51 Min.                  | 5,5                         |